# Festival de Neve de Sapporo

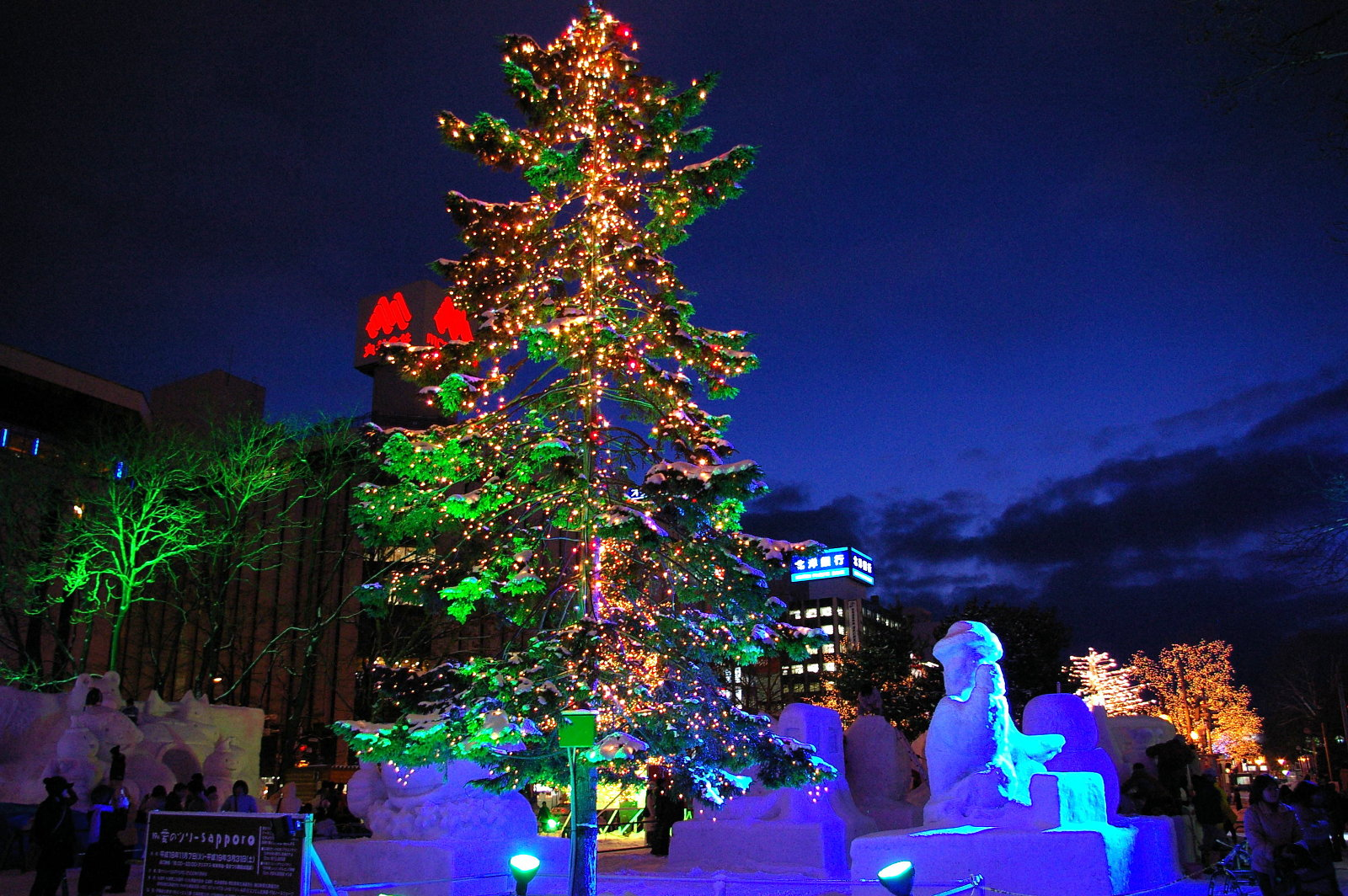

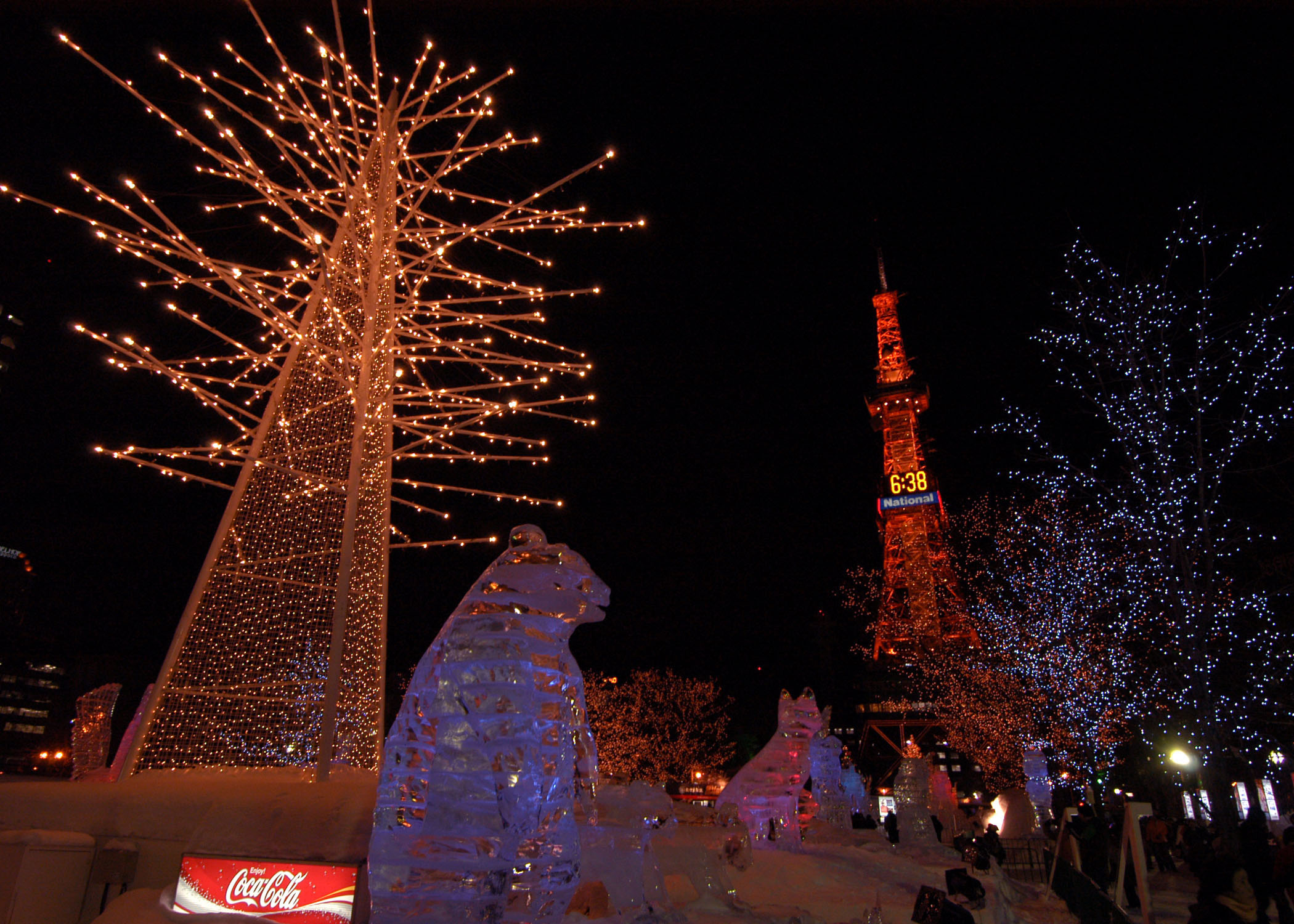
Árvores iluminadas e esculturas de gelo com a Torre de TV de Sapporo ao fundo.

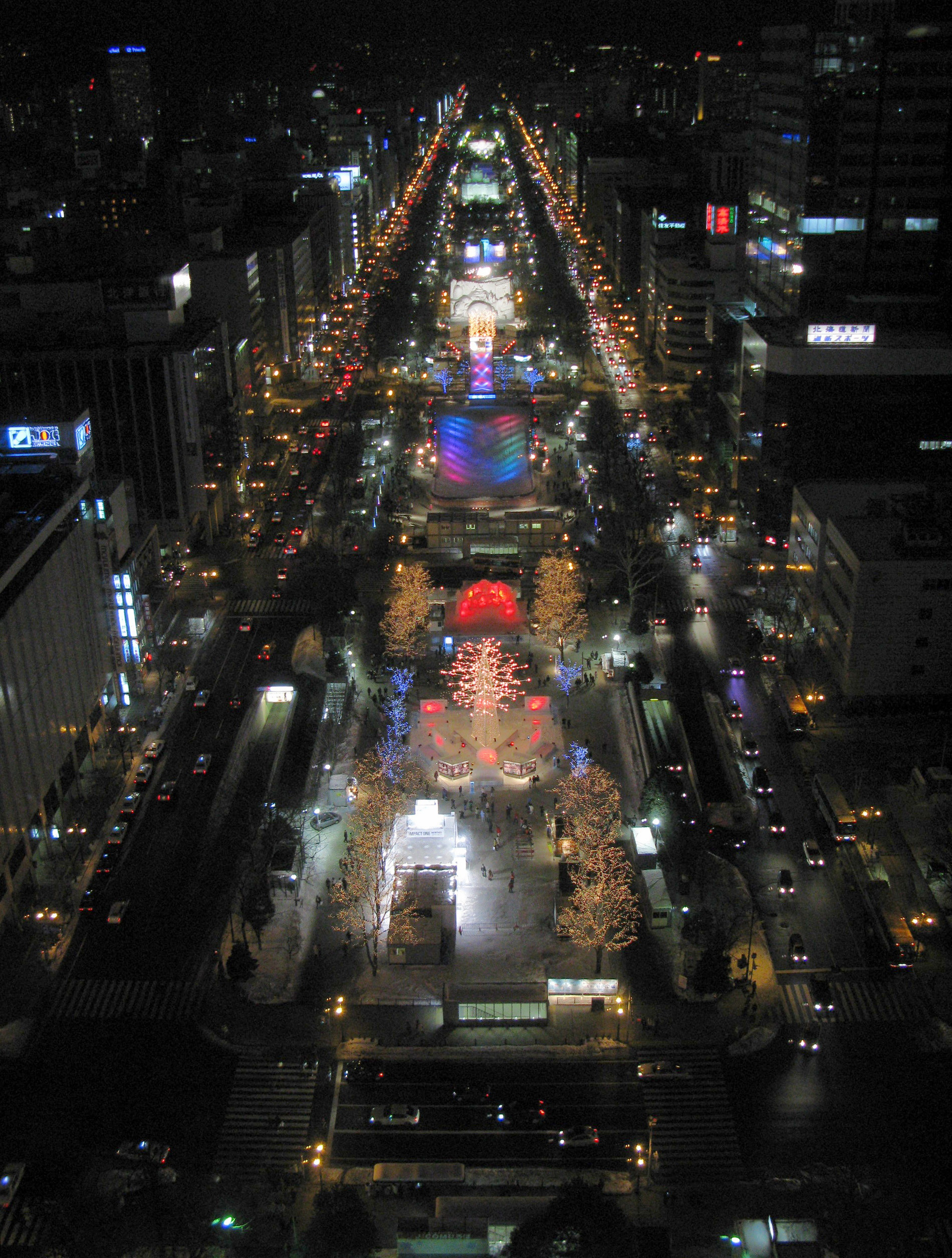
Panorama noturno do festival no Parque Odori.

O Festival de Neve de Sapporo (さっぽろ雪まつり Sapporo Yuki-matsuri) é um festival que acontece anualmente em Sapporo, Japão, durante sete dias de fevereiro. O Parque Odori, Susukino, e o Tsudome são os principais locais do festival. O Festival de Neve de 2018 ocorrerá entre 5 e 12 de fevereiro no Parque Odori e em Susukino e entre 1 e 12 de fevereiro no Tsudome.
Este é um dos maiores e mais distintos festivais de inverno. Em 2007 (57ª edição), cerca de dois milhões de pessoas visitaram Sapporo para ver as centenas de estátuas de neve e esculturas de gelo no Parque Odori e em Susukino, no centro de Sapporo, e em Satoland. O Torneio Internacional de Esculturas de Gelo acontece no Parque Odori desde 1974, e 14 equipes de várias regiões do mundo participaram em 2008.
O tema das estátuas mas geralmente simboliza um evento, prédio famoso ou uma personalidade do ano anterior. Por exemplo, em 2004, havia estátuas de Hideki Matsui, o famoso jogador de baseball que na época jogava no New York Yankees. Palcos feitos de neve também são construídos e alguns eventos incluem performances musicais. Visitantes também podem aproveitar uma grande variedade de comidas regionais de toda Hokkaido no Parque Odori e em Satoland, assim como frutos do mar frescos, batatas e milho, e laticínios frescos.
O número médio de estátuas por ano é cerca de 400. Em 2007, 307 estátuas foram esculpidas no Parque Odori, 32 em Satoland e 100 em Susukino. Uma boa vista das criações pode ser apreciada da Torre de TV no Parque Odori.

## História
O Festival de Neve começou como um evento de apenas um dia em 1950, quando seis estudantes locais do ensino médio construíram seis estátuas de neve no Parque Odori. Em 1955, as Forças de Autodefesa do Japão da base Makomanai se juntaram ao festival e construíram as primeiras esculturas massivas de neve, pelas quais o festival é agora famoso. Muitos festivais de neve existiam em Sapporo antes do Festival de Neve de Sapporo, entretanto, todos eles foram suspendidos durante a Segunda Guerra Mundial.
Em 4 de fevereiro de 1966, um voo de Sapporo para Tóquio caiu na Baía de Tóquio matando todos os 126 passageiros e 7 tripulantes. Muitos passageiros retornavam para Tóquio após visitarem o festival de neve. Devido a Crise de Energia de 1974, as estátuas de neve foram feitas usando tambores (container). Isso aconteceu devido a falta de gasolina causada pela crise, assim, os caminhões usados para levar neve para o local não podiam rodar. No mesmo ano, começou a Competição Internacional de Estátuas de Neve e desde então muitos times de outros países participaram, especialmente de cidades-irmãs de Sapporo como Munique. 
Nos anos em que a queda de neve é baixa, a Força de Auto-Defesa, cuja participação é considerada um treino, traz neve de fora de Sapporo. A base Makomanai, um dos três principais locais do festival desde 1965, abriga as maiores esculturas, com ênfase em prover mais espaço para crianças. Em 2005, o uso da base foi suspenso e movido para o Sapporo Satoland, localizado em Higashi-ku desde 2006. Em 2009, o local foi transferido para o Tsudome (つどーむ Tsudōmu), perto do Sapporo Satoland. 
O Parque Nakajima foi um dos locais do festival de 1990 a 1992. O terceiro local, conhecido como Festival de Gelo de Susukino (すすきの氷の祭典 Susukino Kōri no Saiten), é situado no distrito noturno de Susukino e inclui predominantemente esculturas de gelo. O local abriga o festival desde 1983. Ali também acontece anualmente o Rainha de Gelo de Susukino, um concurso de beleza feminino.